# アールエフ
株式会社アールエフ（英: RF Co., Ltd.） は、長野県長野市に本社を置く医療機器・映像機器メーカー。

## 概要
1993年にマイクロ波応用製品の研究と世界最小のCCDカメラの開発を目的として、代表取締役の丸山次郎とその妻の2名によりアールエフシステム研究所として創業。1998年に株式会社アールエフを設立。
創業当初は放送用の小型無線カメラを主力としていたが、日系米国人歯科医の要望により1997年に開発した世界初のワイヤレス口腔内カメラが現地でヒットしたことを皮切りに、デジタルX線センサーやカプセル内視鏡などの医療用機器を主力とするようになった。そのほか工業用X線センサーや工業用内視鏡も手がけている。CCDカメラの関連技術に強みを持つ。
歯科医向けの口腔内カメラでは世界シェア8割、デジタルX線センサーでは国内シェア6割を占めている。ワイヤレス口腔内カメラ自体の日本国内での普及率は2割程度だが、その中でのアールエフのシェアは9割近いとされる。
社名の"RF"は、「無線」を意味する"Radio Frequency"の頭文字が由来である。
2005年を目処に医療機器分野の起業家を育成する大学院大学（先端医療機器大学院大学）の設立、及び東証マザーズに上場予定と報じられていたがその後の動向は不明である。
純国産を謳っているが実際は国内では組立のみで重要パーツのほとんどは海外から仕入れている為、正確には純国産ではない。しかしこのことから圧倒的な低価格を実現している。

## カプセル内視鏡
日本国内の企業でカプセル内視鏡を開発している2社のうちの一つであり（もう一方はオリンパス）、1998年には「飲むCCDカメラ」として"NORIKA ver.1"を発表している。
2001年にカプセル内視鏡として"NORIKA3"を発表。NORIKA3は体内でバッテリーが破損した際の影響を考慮し、本体には動力源を設けず、専用のベストを着用した上でベスト内のコイルからマイクロ波で電力を供給する仕組みが採用されている。2005年には次世代カプセル内視鏡として"Sayaka"を発表。Sayakaはカプセルが二重構造となっており、側面にカメラが付いている内側のカプセルが回転しながら撮影をしていく特徴的な製品とされている。いずれもオリンパスの製品とは違い認可を得ておらず、国内外で臨床試験を行ったのみで、2019年6月現在は研究、開発もされていない。
製品名に女性の名前が用いられているのは、精神的に緊張した状態で行く病院において優しい印象を与えるためだという。なお、2000年代の報道や特許庁の報告書によれば、アールエフは自社の開発技術に関して特許を申請せず、「ライバルを作ることが新技術の開発に繋がる」として積極的に公開する方針としていた。2020年現在は、積極的に公開する方針は維持しつつ「技術の独占を防ぐ目的」として製品の特許申請を行っている。

## 主な製品
- デジタルX線センサー「デジトゲン」
  - NAOMI
- 口腔内カメラ
  - Einstein lumica
  - Einstein Stella
- カプセル内視鏡
  - NORIKA3
  - Sayaka
- 工業用内視鏡
- 工業用デジタルX線センサー

## 訴訟

### 農水省による製品回収命令
2003年2月、動物用のX線デジタルCCDセンサーに関して、農林水産省に無許可で製造・販売したとして薬事法に基づく製品回収命令を出される。これを違法な処分としてアールエフは長野地方裁判所に処分の取り消しを求める訴訟を提起、2005年2月4日に「処分は違法」として取り消す判決を言い渡した。農水省側は「動物の疾病の診断に使われ、医療機器に該当する」と主張し、アールエフ側は「家庭用デジタルビデオカメラの原理に相当し、医療機器には該当しない」と主張していた。判決では医療機器に該当するか否かは判断せず、「処分に当たってアールエフ側に意見陳述など弁明の機会を与える手続きが取られなかった」「動物の生命・健康に対する危害の発生が切迫しているとは言えない」とされた。

### パワーハラスメント問題
パワーハラスメントを受けて解雇されたとして、社員と元社員の2名がアールエフに対し解雇の無効や損害賠償を求めた訴訟を長野地方裁判所に提起。原告側の主張を認め、2名に対して損害賠償の支払い、並びに社員1名の解雇無効が認められた。この2名は大阪にて現地採用された後、会議において社長に意見を述べたところ2009年3月に退職か長野本社への転勤を迫られ、「研修目的」として転勤されたのちに他の社員とは隔離された上で書類の折り畳み作業をさせられたりカメラで監視される、集団で罵倒されるなど精神的苦痛を負ったとされ、1名は2010年1月に突然解雇されたという。
しんぶん赤旗及び自由法曹団が報じたところによれば、ミーティングの席上にて泥酔状態の丸山社長に散会を求めたところ退職・転勤を迫られたとされ、長野本社への転勤後も会社ぐるみでの退職強要行為が繰り返されたとされる。2名は退職強要禁止の仮処分を申し立て、一度和解が成立していたにもかかわらず同様の行為は続き、2009年9月に配転命令の無効や損害賠償、時間外労働割増賃金請求などを求めて訴訟を提起したが、その係争中の2010年1月に社員1名に対し解雇通告が出されたとされる。2013年9月、東京高等裁判所は長野地裁判決を支持し会社側の控訴を棄却、解雇を無効として和解金を支払うこととなった。社内には社長名で謝罪文が掲示されることになっている。解雇は無効となったが、当該の社員は退職。アールエフは「和解内容は納得いかないが、経営判断により承諾した」とコメントした。尚、2020年現在もこのミーティングは本社にて行われている。